# دايفيد بلانكو
دايفيد بلانكو (بالإسبانية: David Blanco)‏ (و. 1975  م) هو راكب دراجة هوائية، من إسبانيا، ولد في بيال/بيان، شارك في طواف إسبانيا.

## سباقات أو مراحل فاز بها
| التاريخ        | السباق                    | المركز                      |
| -------------- | ------------------------- | --------------------------- |
| 01 يناير 2004  | 2004 Trofeo Sóller        | المركز الثاني               |
| 28 فبراير 2004 | فولتا فالنسيا 2004        | المركز الثالث               |
| 26 سبتمبر 2004 | طواف إسبانيا 2004         | العاشر في التصنيف العام     |
| 02 أبريل 2005  | جائزة ميغيل إندوراين 2005 | السادس في التصنيف العام     |
| 08 أبريل 2005  | طواف إقليم الباسك 2005    | السابع في تصنيف الجبال      |
| 10 أبريل 2005  | كلاسيكا بريمافيرا 2005    | العاشر في التصنيف العام     |
| 01 مايو 2005   | فولتا كاستيلا ليون 2005   | المركز الثالث               |
| 18 سبتمبر 2005 | طواف إسبانيا 2005         | المرتبة 13 في التصنيف العام |
| 01 يناير 2006  | فولتا البرتغال 2006       | الفائز في التصنيف العام     |
| 01 يناير 2008  | فولتا البرتغال 2008       | الفائز في التصنيف العام     |
| 13 أبريل 2008  | فولتا الينتيخو 2008       | المركز الثاني               |
| 01 يناير 2009  | فولتا البرتغال 2009       | الفائز في التصنيف العام     |
| 01 يناير 2010  | فولتا البرتغال 2010       | الفائز في التصنيف العام     |
| 13 يونيو 2010  | فولتا الينتيخو 2010       | الفائز في التصنيف العام     |
| 01 يناير 2012  | طواف البرتغال 2012        | الفائز في التصنيف العام     |

## روابط خارجية
- دايفيد بلانكو على موقع الاتحاد الدولي للدراجات (الإنجليزية)
- دايفيد بلانكو على موقع أرشيف الدراجات (الإنجليزية)
- دايفيد بلانكو على موقع إحصائيات الدراجات الإحترافية (الإنجليزية)
- دايفيد بلانكو على موقع نسبة الدراجات (الإنجليزية)
- دايفيد بلانكو على موقع CycleBase (الإنجليزية)